# Salima (district)
Salima is een district in het midden van Malawi. Het district heeft een oppervlakte van 2196 km² en een inwoneraantal van ongeveer 250.000. De hoofdstad van het district heet ook Salima .